# Gilles-Eric Séralini
Gilles-Eric Séralini (23 de Agosto de 1960, Annaba, Argélia) é um biólogo molecular francês, conselheiro político e ativista contra organismos e alimentos geneticamente modificados. É professor de biologia molecular na Universidade de Caen desde 1991 e é presidente  do conselho do CRIIGEN.
Seus artigos e estratégias de publicação sobre OGMs são controversos, com um histórico de estudos que o desacreditam cientificamente desde 2004. Um artigo publicado por ele em 2012 na Food and Chemical Toxicology, alegando efeitos do milho transgênico NK603 e do Roundup na saúde de ratos cobaia, com grande atenção midiática, após ter sido duramente criticado pela comunidade científica devido a erros metodológicos e conclusões não suportadas pelas evidências, foi retratado [en] pelo periódico, tendo depois sido republicado no Environmental Sciences Europe, o que levou um editor da revista a pedir demissão em protesto.